# 日本の呼出符号
日本の呼出符号（にほんのよびだしふごう）は、日本国内の無線局（放送局を含む）を一意に識別するために発行される符号である。呼出符号は一般に「コールサイン」とも呼ばれる。

## 日本に割り当てられたコールサイン
国際電気通信連合(ITU)は、日本の無線局に対して以下の範囲のコールサインを割り当てている。
| コールサインの割り当て範囲 |
| -------------------------- |
| JAA–JSZ                    |
| 7JA–7NZ                    |
| 8JA–8NZ                    |

日本への分配の経緯は、下表のとおり。
| 年                 | 会議名                     | 日本への分配                                 |
| ------------------ | -------------------------- | -------------------------------------------- |
| 1906年（明治39年） | ベルリン会議               | （国籍識別なし）                             |
| 1912年（明治45年） | ロンドン会議               | J                                            |
| 1920年（大正9年）  | ワシントン予備会議         | JA - JM （仮）                               |
| 1927年（昭和2年）  | ワシントン会議             | J                                            |
| 1932年（昭和7年）  | マドリッド会議             | J （変わらず）                               |
| 1938年（昭和13年） | カイロ会議                 | J, EK, EM - EO, ER, EU - EY, HG, HL - HM     |
| 1947年（昭和22年） | アトランティックシティ会議 | JA - JS （J一文字プリフィックス召し上げ）    |
| 1958年（昭和33年） | 事務総局長による臨時措置   | JA - JS, 7J, 8J                              |
| 1959年（昭和34年） | ジュネーブ会議             | JA - JS, 7J - 7N, 8J - 8N （以降、変わらず） |

大日本帝国は、第二次世界大戦以前は、1文字の国籍識別“J”を有していた。しかし、1947年のアトランティックシティ会議で、敗北した枢軸国であったため、国籍符字列（および使用周波数）の一部（T以後）を召し上げられ、現在の2文字に変更させられた。

## 地上基幹放送および地上一般放送

### 地上基幹放送局（短波放送を除く。）および地上一般放送局
地上基幹放送局（コミュニティ放送および臨時目的放送を除く。）
"JO"+2英字に付加記号として"-"および英数字が付加される。
この英字は放送の種類による。以下は放送の種類と識別信号をまとめたものである。
| 種類                                  | 種類                     | 呼出符号 |
| ------------------------------------- | ------------------------ | -------- |
| ラジオ放送                            | 中波放送(AM)             | JO**     |
| ラジオ放送                            | 超短波放送(FM)           | JO**-FM  |
| ラジオ放送                            | 超短波文字多重放送       | JO**-FCM |
| 標準テレビ放送 （アナログ放送・廃止） | テレビジョン放送         | JO**-TV  |
| 標準テレビ放送 （アナログ放送・廃止） | 音声多重放送             | JO**-TAM |
| 標準テレビ放送 （アナログ放送・廃止） | 文字多重放送             | JO**-TCM |
| 標準テレビ放送 （アナログ放送・廃止） | データ多重放送           | JO**-TDM |
| デジタルテレビ放送                    | デジタルテレビジョン放送 | JO**-DTV |

指定原則は、概ね以下のとおり。
- 日本放送協会（NHK）は、総合放送（総合テレビ・ラジオ第1放送・FM放送）では末尾がK・G・P・Q、教育放送（教育テレビ・ラジオ第2放送）では末尾がB・C・D・Zの呼出符号が指定されている（日本放送協会の放送形態#コールサインも参照）。
- 民間放送では、中波放送・テレビ兼営または中波放送単営の場合、親局には末尾がR（主に先発局）またはF、支局には親局の末尾がRであればO・E・W・Sの順、親局の末尾がFであればL・M・N・Sの順で呼出符号が指定されている（例外あり、後述）。テレビ単営の場合はX（主に先発局）・H・I・L・M・Y、FM放送（単営のみ）の場合はU（主に先発局）またはV並びにW（外国語放送）が指定されている。「JO」に続く3文字目は、ほぼ周波数割当て順の東京・大阪などの初期のテレビ局、およびFM局（開局順ではない。）を除いて、県名（旧地名や局所在地名含む。）・局名（旧名含む）をローマ字表記した頭文字が指定されていることが多い[注釈 3][注釈 4]。
- なお、テレビ単営社には次のような例外がある[注釈 5]。
  - 沖縄テレビ放送はJOOF-DTV（廃局したラジオ東海の呼出符号を再指定[注釈 6]）で、4文字目がFである。
  - テレビ埼玉はJOUS-DTV（JOUF及びJOURは支局にJOUSを指定されていない。）であり、4文字目がSである。
  - 北海道文化放送はJOBM-DTV（JOBFは支局にJOBMを指定されていない。）、宮城テレビ放送はJOMM-DTV（後述のJOURの佐世保局（JOMF）およびデジタルテレビ放送の群馬テレビは支局にJOMMを指定されていない。）、テレビ神奈川はJOKM-DTV（JOKFは支局にJOKMを指定されていない。）、奈良テレビ放送はJONM-DTV（従前はJONFの都城局にJONMを指定。）、テレビ和歌山はJOOM-DTV（デジタルテレビ放送のJOOF-DTV、およびかつてのラジオ東海（JOOF、現・JOSF）は支局にJOOMを指定されていない。）、広島ホームテレビはJOGM-DTV（JOGFは支局にJOGMを指定されていない｡)、テレビ新広島はJORM-DTV（JORFは支局にJORMを指定されていない[注釈 7]。）であり、いずれも4文字目がMである。
  - 群馬テレビはJOML-DTV（長崎放送（JOUR）の佐世保局がJOMFであるが、支局にJOMLを指定されていない。）、千葉テレビ放送はJOCL-DTV（従前は南日本放送（JOCF）の阿久根局に指定）、びわ湖放送はJOBL-DTV（従前は熊本放送の人吉局に指定）であり、いずれも4文字目がLである。
- デジタルテレビ放送において呼出符号は親局にのみ指定される。このため、NHKでは総合51局、教育41局に指定されているが、民放では、アナログ放送では指定されていた中継局には全て指定されていない[注釈 8][注釈 9]。
- 放送大学は、公共放送（大学教育放送）であるため、NHKの教育放送と同様の呼出符号 (JOUD-DTV、JOUD-FM) が指定されていた（2018年10月30日地上局廃止・識別信号返上）。対応する総合放送の呼出符号「JOUP」はNHK奈良放送局に指定されているが、奈良県のNHK教育放送は大阪放送局の放送エリアにあり奈良放送局では教育放送を実施していないため、空いていた「JOUD」が放送大学学園に指定されていた。なお、「U」は“University”に因む。[要出典]

VICS（超短波文字多重放送）
道路交通情報通信システムセンターによる道路交通情報提供サービスであり、NHK-FM放送に重畳して放送されている。
"JOVS-FCM"+数字
- 例
  - JOVS-FCM = 東京
  - JOVS-FCM13 = 札幌

地域名を表す数字は次のとおり。
| （なし） 東京 | 2 横浜  | 3 さいたま | 4 千葉                                | 5 大阪                                | 6 名古屋                              | 7 京都                                | 8 長野                                | 9 神戸                                | 10 福岡                               |
| 11 広島       | 12 仙台 | 13 札幌    | 13-2 旭川                             | 13-3 函館                             | 13-4 室蘭                             | 13-5 釧路                             | 13-6 帯広                             | 13-7 北見                             | 14 静岡                               |
| 15 福島       | 16 前橋 | 17 岡山    | 18 沖縄                               | 19 宮崎                               | 20 岐阜                               | 21 津                                 | 22 山口                               | 23 水戸                               | 24 和歌山                             |
| 25 大津       | 26 奈良 | 27 宇都宮  | 28 甲府                               | 29 新潟                               | 30 金沢                               | 31 大分                               | 32 熊本                               | 33 佐賀                               | 34 長崎                               |
| 35 高松       | 36 松山 | 37 鹿児島  | 38 徳島                               | 39 高知                               | 40 福井                               | 41 富山                               | 42 山形                               | 43 秋田                               | 44 盛岡                               |
| 45 青森       | 46 鳥取 | 47 松江    | ※北九州局は福岡局の中継局扱いとなる。 | ※北九州局は福岡局の中継局扱いとなる。 | ※北九州局は福岡局の中継局扱いとなる。 | ※北九州局は福岡局の中継局扱いとなる。 | ※北九州局は福岡局の中継局扱いとなる。 | ※北九州局は福岡局の中継局扱いとなる。 | ※北九州局は福岡局の中継局扱いとなる。 |

地上基幹放送局（コミュニティ放送および臨時目的放送）および地上一般放送局（エリア放送）
"JO*Z"+1数字+1ないし2英字に、"-"および2ないし4英字。数字は管轄する総合通信局（沖縄総合通信事務所を含む。）を表す。
| 種類             | 呼出符号     | 例           | 例                   |
| ---------------- | ------------ | ------------ | -------------------- |
| コミュニティ放送 | JOZZ#**-FM   | JOZZ1AA-FM   | FMいるか             |
| 臨時目的放送     | JOYZ#*-FM    | JOYZ1M-FM    | FMレイクトピア       |
| 臨時目的放送     | JOYZ#**-FM   | JOYZ6AB-FM   | 2005年日本国際博覧会 |
| エリア放送       | JOXZ#**-AREA | JOXZ3AA-AREA | TBS赤坂エリア放送    |
| ■は廃局          |              |              |                      |

| 1 北海道 | 2 東北 | 3 関東 | 4 信越 | 5 北陸       |
| 6 東海   | 7 近畿 | 8 中国 | 9 四国 | 0 九州・沖縄 |

### 地上基幹放送局（短波放送）
JO+1英字に続き、最大2数字。
全国放送を行う地上基幹放送事業者は日経ラジオ社（ラジオNIKKEI）のみである。
- JOZ、JOZ2 - JOZ7

NHKの国際放送（NHKワールド・ラジオ日本）には以下の呼出符号が指定される。（放送中に呼出符号はアナウンスされない。）
- 国際放送（名崎送信所） : JOA6 - JOA21 （廃止）
- 国際放送（八俣送信所） : JOB6 - JOB21 （現行）
- 中継国際放送（八俣送信所） : JOD6 - JOD21 （廃止）
  - 数字は使用周波数（MHz）帯を示す。

### 実験試験局、実用化試験局、地上基幹放送試験局
実験試験局には従前の実験局を、地上基幹放送試験局には従前の放送試験局を含む。（全て廃局）
- NHKテレビジョン実験局
  - JOAK-TVX （NHK東京テレビジョン実験局、1952年11〜12月（12月26日に本放送の予備免許交付）[2]）
  - JOBK-TVX （NHK大阪テレビジョン実験局）
  - JOCK-TVX （NHK名古屋テレビジョン実験局）
- 静岡大学テレビジョン実験局（3チャンネル、1953年3月〜？）
  - JJ3A-TVX[3]
- 北海道放送テレビジョン実験局 - 同年11月に本放送の予備免許交付（3チャンネル、1956年7〜8月）
  - JOHR-TVX[4]
- NHK UHFテレビ実験局 - 後に放送試験局（14チャンネル、1970〜1975年）
  - 東京（NHK放送技術研究所） - JO2O（669.25MHz（46チャンネル相当）、1956年12月〜1970年12月[5]）[6]
  - 東京 - JO2W
  - 大阪 - JO4W
- ラジオきらっと - JO2C
  - 科学万博（1985年）のイベント情報用中波放送局（855kHz）。当時は放送法令に臨時目的放送（イベント放送局）の規定がなく、放送試験局として免許された。
- FMてんぱく - JO4L-FM
  - 天王寺博覧会（1987年）のイベント情報用FM放送局（89.1MHz）。この時も放送試験局として免許された。
- 地上デジタル音声放送実用化試験局
  - 東京 - JOAZ-FM[注釈 10]（2003年10月〜2011年3月）
  - 大阪 - JOBZ-FM（2003年10月〜2010年6月）
- FM東海（現・TOKYO FM）
  - JS2AO（超短波放送実験局、1958年12月）[7]
  - JS2H（超短波放送実用化試験局）

注　放送事業者以外により開設された実験局あるいは実用化試験局は、JO**以外が指定される。

## 移動受信用地上基幹放送
基幹放送局提供事業者の地上基幹放送局に指定される。
"JO"+2英字に"-"および英数字が付加され、英字は放送の種類、数字は放送対象地域による。（全て廃局）
| 放送対象地域      | 種類                     | 呼出符号 | 例       | 例                               |
| ----------------- | ------------------------ | -------- | -------- | -------------------------------- |
| 全国放送          | マルチメディア放送       | JO**     | JOMZ     | ジャパン・モバイルキャスティング |
| 全国放送          | デジタルテレビジョン放送 | JO**-DTV | JOMZ-DTV | ジャパン・モバイルキャスティング |
| 広域放送 県域放送 | マルチメディア放送       | JO**-MM# | JOLZ-MM7 | VIP                              |

| 1 北海道             | 2 東北広域圏       |
| 3 関東・甲信越広域圏 | 4 東海・北陸広域圏 |
| 5 近畿広域圏         | 6 中国・四国広域圏 |
| 7 九州・沖縄広域圏   |                    |

## 衛星基幹放送

### 衛星基幹放送局
基幹放送局提供事業者である放送衛星システム及びスカパーJSATに指定される。
| 放送衛星システム | スカパーJSAT                                     |
| --- | ------------------------------------------------ |
| JO31-BS-HDTV JO31-BS-TV JO31-BS-PCM JO31-BS-DAT JO32-BS-HDTV JO32-BS-TV JO32-BS-PCM JO32-BS-DAT JO35-BS-UHTV            | JO83-CS-HDTV JO83-CS-TV JO83-CS-DAT JO82-CS-UHTV |
| HDTV:高精細度テレビジョン放送、PCM:超短波放送、TV:標準テレビジョン放送、DAT:データ放送、UHTV:超高精細度テレビジョン放送 |                                                  |

### 実験試験局、実用化試験局、衛星基幹放送試験局
実験試験局には従前の実験局を、衛星基幹放送試験局には従前の衛星放送試験局を含む。（全て廃局）
- NHK衛星テレビ（実用化試験局）
  - 第1 - JO2A-BS-TV
  - 第2 - JO2B-BS-TV
- ハイビジョン試験放送
  - ハイビジョン推進協会 - JO2C-BS-TV
- 4K 8Kテレビ放送（衛星基幹放送試験局）
  - 放送衛星システム - JO34-BS-UHTV
  - スカパーJSAT - JO81-CS-UHTV

## 海岸局など
短波帯以下の周波数を用いる無線局は、短波放送の地上基幹放送局に類似する。
- JA-JSの2英字+1英字に続き、最大2数字。

海岸局
電気通信業務用では、JFC（三崎）、JHA（茨城県）、JFX（鹿児島）などに指定されている。これらは一般業務用の漁業用との兼営である。
公共業務用では、海上保安用のJGC（横浜）、JNT（名古屋）、JGD（神戸）などに指定されている。
かつてはNTT所属の電気通信業務用の局、更に以前は電電公社所属の公衆通信業務用の局が無線電報を取り扱っていた。
- JOC（北海道落石）、JJT（小樽）、JHK（函館）、JCS・JCT・JCU・JDC（銚子）、JCF（新潟）、JMA（舞鶴）、JOS・JOR・JOU・JDB（長崎）、JIT（大分）、JCG（下関）、JCX（那覇）、JCK（神戸）、JSM（潮岬）、JCY（横浜）、JDA（鹿児島）
- 南氷洋捕鯨通信用　JCS2・JCS3・JCS4・JCS5（銚子）、JOS2・JOS3・JOS4・JOS5（長崎）
- 南極観測船通信用　JDX（銚子）

これらはGMDSSの運用開始・衛星通信の発達により廃局となった。
海上自衛隊の対潜水艦超長波通信送信所。防衛用の無線局であるため総務省電波利用ホームページの無線局等情報検索では非公開とされる が、海外文献で確認されている。
- JJI

携帯基地局・固定局
銚子には、昭和基地の携帯局と通信する携帯基地局JOF20・JOF25・JOF29・JOF30・JOF34・JOF38、小笠原諸島父島と通信する固定局JEB20もあった。
これらも衛星通信の発達により廃局となった。
無線標定陸上局
短波を用いる海洋レーダーは、モールス符号により識別信号を送信するもの とされ、JOR＋4数字による呼出符号が指定される。
- JOR2150（国土交通省）、JOR2600（九州大学）、JOR2603（宮崎県）など

標準周波数局
2001年まで短波も運用していた。諸外国では現在も短波で運用をしている国がある。
- JJY

特別業務の局
気象無線模写通報
気象庁が日本近海を航行する船舶にファクシミリ送信をしている。
- JMH、JMH2、JMH4

特定失踪者問題調査会による北朝鮮向けの短波放送「しおかぜ」は、地上基幹放送局ではなく広報業務用の特別業務の局である。
- JSR

## 船舶局
船舶には、信号符字 (Identity signal) という国際的な船舶識別表示が管海官庁（日本では地方運輸局など）から点附されている。日本では無線電信を有する船舶にはJAAA - JSZZ、7JAA - 7NZZ、8JAA - 8NZZの4文字の信号符字を点附することとなっており、また、無線電話のみを有する船舶または無線設備を有しない船舶には、「JD - JM」を頭字とする6文字の信号符字を点附することとなっている。JSシリーズの信号符字は一般船舶に点附せず防衛省の使用船舶に点附されている。
なお、信号符字は無線通信規則第14条によって無線電信の呼出符号と一致させるべきことと定められている。このため電波法第6条により、総トン数20t以上の船舶が船舶局開設の申請をする際には、まず管海官庁において信号符字の点附を受けることを要することが定められている。さらに未登録の新造船舶が船舶の新規登録以前に船舶局開設のため呼出符号の割当てを必要とする場合は、船舶所有者は管海官庁に船舶信号符字内定申請書を提出して内定を受けることができる。
また総トン数20t未満の小型船舶には信号符字の点附に関する規定がないので、管海官庁が信号符字を点附することはできない。これらの船舶が船舶局を開設する場合には、総務省総合通信基盤局に保留している小型船舶の呼出符号を使用することになっている。

## 航空機局
呼出符号#航空を参照。

## アマチュア局

エリアナンバー

アマチュア局は世界的には、一般の場合および特別催事の場合のそれぞれで、以下の形をとる。一般には「1 - 2字 + 1数字 + 1 - 4字」（ただし、末尾はアルファベット）の形、または、「3字 + 1数字 + 1 - 3字」の形 となる。例外として、特別催事の場合には「1 - 3字 + 1数字 + 無制限」（ただし、末尾はアルファベット）の形となる。しかしこれに従っていない事例もある。最初の「1 - 3字」の部分は国籍識別である。
日本では、一般には「2字 + 1数字 + 2 - 3文字」の形を、特別催事の場合には「2字 + 1数字 + 1 - 5字」（ただし、末尾はアルファベット）の形をとる。
例：JA1GY、8J1RL、JR3AAAなど。
ここで、通常用いられる部分名称は、以下のとおり。
プリフィックス
「2字+1数字」部分のことを指す。「2字」はアマチュア局の国籍を表す。日本の場合は、JA - JS、7J - 7N、8J - 8Nのうちのいずれかが用いられる。続く「1数字」は、総務省では「地方局別の数字」と称しており、管轄の総合通信局、すなわち地域を表している。
サフィックス
「1 - 5字」部分のことを指す。

### プリフィックスの指定
コールサインは、管轄の総合通信局ごと（いわゆる「エリア」ごと）に、JA→JH→JR→JE→JF→JG→JI→JJ→JK→JL→JM→JN→JO→JP→JQ→JSの順番で発給される。JHとJRが先行した経緯はプロの実験局で指定されていない符字列かつモールス符号で打ち易い符字列を選んだためとされているが、 Amateur, Ham, Radio の頭文字を取ったという俗説も存在する。
管轄の総合通信局を表す数字（エリアナンバー）は以下のとおりである。
| 数字 | 総合通信局       | 都道府県                                         | プリフィックス                 |
| ---- | ---------------- | ------------------------------------------------ | ------------------------------ |
| 1    | 関東総合通信局   | 東京、神奈川、千葉、埼玉、茨城、群馬、栃木、山梨 | JA1–JS1, 7J1, 8J1–8N1, 7K1–7N4 |
| 2    | 東海総合通信局   | 愛知、静岡、岐阜、三重                           | JA2–JS2, 7J2, 8J2–8N2          |
| 3    | 近畿総合通信局   | 滋賀、京都、奈良、大阪、兵庫、和歌山             | JA3–JS3, 7J3, 8J3–8N3          |
| 4    | 中国総合通信局   | 岡山、鳥取、広島、島根、山口                     | JA4–JS4, 7J4, 8J4–8N4          |
| 5    | 四国総合通信局   | 徳島、香川、高知、愛媛                           | JA5–JS5, 7J5, 8J5–8N5          |
| 6    | 九州総合通信局   | 福岡、佐賀、長崎、宮崎、大分、熊本、鹿児島、沖縄 | JA6–JS6, 7J6, 8J6–8N6          |
| 7    | 東北総合通信局   | 青森、秋田、岩手、宮城、山形、福島               | JA7–JS7, 7J7, 8J7–8N7          |
| 8    | 北海道総合通信局 | 北海道                                           | JA8–JS8, 7J8, 8J8–8N8          |
| 9    | 北陸総合通信局   | 福井、石川、富山                                 | JA9–JS9, 7J9, 8J9–8N9          |
| 0    | 信越総合通信局   | 新潟、長野                                       | JA0–JS0, 7J0, 8J0–8N0          |

信越総合通信局の"0"（ゼロ）は、"O"（オー）と区別するためにØのように斜線を入れた斜線付きゼロで表す習慣がある（0#数字の 0 とアルファベットの O との区別）
なお、かつて常置場所以外から運用する場合には、識別信号の末尾に/（斜線、日本では『ポータブル』、外国では『ストローク』と発音）と管轄の総合通信局を表す数字を付けるという通達があった が、現在ではその通達は効力を失っている。しかし、慣例的に多くのアマチュア局が移動運用時にこの通達を準用している。（例 ： JK2ABC/1は、常置場所は東海管轄、実際の運用地点は関東管轄である。また、JK2ABC/2は、常置場所を離れて東海管轄内で運用している意味となる）。
関東総合通信局管内ではコールサインが払底し、ついに無線局免許状の未更新（更新手続き失念や開設者の物故など）による期限切れのコールサインが再指定されるようになった（従来は自動車のナンバープレートと同じで、再使用はなかった。1回目 : JE1から、7K - 7Nの指定をおいて、2回目 : JA1から）。次いで、近畿、東海、九州の各総合通信局管内でも同様の措置が取られている。再指定に際しての発給は、初回とは異なり「純粋な」アルファベット順でJA→JE→JF→JG→JH→JI→JJ→JK→JL→JM→JN→JO→JP→JQ→JR→JSとなる。当初はJAは再指定外であったが、1999年以降は、JAから再指定されている。再指定が開始されたプリフィクスをエリアごとに古い順にまとめると、以下のようになる。
- 関東（再指定1回目） JE1から
- 近畿 JE3から
- 東海 JE2から
- 九州 JA6から
- 関東（再指定2回目） JA1から

JA、JE - JS
通常、用いられる。
JB（未使用）
国際電信電話（現KDDI）の実験局が「JB+1数字+最大3文字」の形のコールサインを用いていたため、アマチュア局では用いられない。
JC（未使用）
一時期、プロアマを問わず指定を「留保する」とされていたため、使用されなかった。現在もアマチュア局では使用されていない。
JD
JD1として、小笠原諸島（父島・母島の他に、西之島・火山列島・沖ノ鳥島・南鳥島を含む）に指定される。これは、これら島嶼の日本への主権復帰に際し、日本本土とは別のプリフィックスを郵政省に指定してもらったため。その背景は、DXCC 上で、アメリカ施政権下の小笠原諸島に引き続き、小笠原諸島を日本列島とは別カントリー（現「エンティティー」）としての地位の存続を図るため だった。
JR6
後半のJR6QUA - ZZZが沖縄に指定される。なお、前半のJR6AAA - QQZは九州本土に指定される。
JS6
全て沖縄に指定される。
7J
- 1976年の沖ノ鳥島ペディションで7J1RLが指定された。これ以降、沖ノ鳥島をDXCC 上、7J1と表したが、1980年12月1日以降は、「JD1小笠原の一部」との扱いになり、JD1とされる。
- 1985年から1999年にかけては、在日外国人局に指定されていた。爾後は、新規に免許申請する場合、在日外国人であっても日本人と同様のコールサインが指定される。

7K1 - 7N1、7K2 - 7N2、7K3 - 7N3、7K4 - 7N4
関東総合通信局の管轄区域内ではアマチュア局の数が多く、かつ指定されたコールサインが枯渇した際に、上述の順番で用いられた（1990 - 2003年）。本来、プリフィックスの最後の数字は、管轄の総合通信局を表す。しかし関東以外の総合通信局の数字 (2 - 4) であっても、先頭が7K - 7Nで始まる場合に限っては、関東総合通信局の管轄となる。
- 例 : JK2ABCは東海総合通信局の管轄だが、7K2ABCは関東総合通信局の管轄である。
- 例 : 7K2ABCは関東総合通信局の管轄だが、7J2ABCは東海総合通信局の管轄である。

8J、8N
以下に指定される。
- 行事等の開催に伴い、臨時かつ一時の目的のために運用するアマチュア局。いわゆる記念局。以下の二つがある。なお、サフィックスは1 - 5字の範囲で認められる。ただし、最後の字はアルファベットでなければならない。
  - 日本アマチュア無線連盟が開設するもの（アマチュア無線フェスティバル記念局の8J1HAM及び8J1A）
  - 「アマチュア業務の健全な普及発展を図ることを目的とする社団であって、行事等に密接な関係があるもの」が開設するもの。

- 国際宇宙基地 (ISS) に開設されたアマチュア局と通信を行うために臨時に開設するアマチュア局。いわゆる臨時局。あるいは、「ARISS (Amateur Radio on the ISS) スクールコンタクト のために臨時に開設する社団局」とも。
- 極地の局。以下は例。
  - 8J1RL 昭和基地
  - 8J1RM みずほ基地（現在は基地も使用休止のため保留されている。）
  - 8J1RF ドームふじ基地

- アマチュア衛星宇宙局（衛星に載せられている中継機）
  - 8J1JAS JAS-1 ふじ1号 FO-12 （廃局）
  - 8J1JBS JAS-1b ふじ2号 FO-20
  - 8J1JCS JAS-2 ふじ3号 FO-29

- 阪神・淡路大震災後の復旧活動用の局。8J3AAAから免許された。
- 東日本大震災後の非常通信支援・復旧活動用の局。8J1QAAから8J1QLNが免許された

8M
8Mが用いられるのは例外であり、過去に以下の2例だけがある。
- 8M2000 西暦2000年。3局の同時開設であり、あと2局の8J2000、8N2000にサフィックスを合わせるため。
- 8M1C FIFAワールドカップ（横浜）。これもサフィックスに一貫性を持たせる（同じ1エリアで、8J1Cが茨城、8N1Cが埼玉で、それぞれ指定された。）ため。

8K
2024年までは指定されていなかったが、2025年大阪・関西万博の記念局として「8K3EXPO」が、2025年4月13日から10月13日まで指定された。
8L（未使用）
指定されていない。

### サフィックスの指定
8Jまたは8Nで始まる特別局を除き、2-3文字で構成される。
戦後にアマチュア無線が再開された初期（1952年前後）に開局した個人局には、2文字のサフィックス (AA - ZZ) が割り振られたが、2文字のサフィックスが払底すると、3文字のサフィックス (AAA - ) に移行した。なお、通信状況が良くない状態で誤解されないように、Q符号やSOSやOSOやDDDなど、各種の通信符号にも使われている3文字は、原則として欠番となっている。また、サフィクスが"Y"および"Z"で始まる3文字のものは社団局（クラブ局）に割り当てられる。
- 例外として、中継局（リピータ局）にはJR+数字+2文字サフィックス、及びJP+数字+"Y"で始まる3文字サフィックスが指定される。

サフィックスは受付順が原則であるが、コンピュータ処理が一般的になる以前の頃には、女性個人局のサフィックスにYL（アマチュア無線用語で「若い女性」(Young Lady) の意味）を含んだコールサインが指定されたり、姓名のイニシャルを含んだりなど、人為的な指定の例も見受けられた。
2004年から8Jまたは8Nから始まる特別局はプリフィクスを1 - 5字の範囲で選ぶことができる。これは2003年の世界無線通信会議の結果を反映したものであり、それまでは3文字限定だった。しかしこれ以前にも、例外としてサフィックスが1 - 2文字で許可されたものがある。これには、2002年FIFAワールドカップ記念局の8J1C・8M1C・8N1C・8J2C・8N3C・8J6C・8J7C・8J8C・8J0C が該当する。なお、サフィックスの最後の字はアルファベットでなくてはならないが、「サフィックスが数字だけ」のものも存在した (8J2000・8M2000・8N2000)。
海外ではサフィックスの文字数、や使用文字と資格を関連付けているケースも見られるが、日本ではプリフィックス同様、サフィックスもアマチュア無線技士との等級と関連性がない。
なお、「旧コールサイン復活制度」が1997年4月1日から実施されている。これは、一度廃局したアマチュア局のコールサインであっても、本人が希望すれば復活させることができる(再度指定を受けることができる)制度である。但し、同一の総合通信局管轄内であること、再指定によって他人に指定されていないことなどの条件がある。